# Semanario El Raspeig
Semanario El Raspeig o El Raspeig es un periódico semanario en castellano de San Vicente del Raspeig gratuito que sale los viernes. En el subtítulo de su cabecera reza el siguiente lema: El semanario Independiente de San Vicente del Raspeig.

## Historia
El Raspeig fue fundado en 1933, el cual mantuvo su publicación durante un año. Muchos años después, en 1996, la empresa Ediciones Costa Comunicaciones, SL decidió recuperar el nombre de aquel periódico de los años 30 fundado el actual semanario.
En el año 2000 se editó un libro con los primeros cuatro años de información gráfica del semanario, bajo el título: El Raspeig. 1996-2000. 4 Años de Historia Gráfica de San Vicente del Raspeig, editado por el Cercle d'Estudis Sequet però Sanet.
Costa Comunicaciones SL, mantuvo su actividad hasta el 20 de diciembre de 2019, momento en el cual, repartió el último número. Mantuvo mientras tanto la edición digital, y en medio de la iniciada pandemia sobre Covid-19, en marzo de 2020, volvió el medio informativo bajo el nombre de «Somos Raspeig» con parte del capital humano de los trabajadores de Costa Comunicaciones despedidos y bajo su dirección.

## Descripción general
Se trata del medio de comunicación más influyente en el municipio de San Vicente del Raspeig. Cuenta en su redacción con dos redactores a tiempo completo que cubren la actualidad de San Vicente del Raspeig. Se pueden encontrar noticias sobre la vida social del municipio, política, deporte, cultura, asociacionismo, anuncios, artículos de opinión. El semanario cumplió su vigésimo aniversario en 2016, y este asentamiento en la comunicación de San Vicente se debe a su gratuidad, ya que todos los viernes de la semana, el semanario se puede encontrar en la gran mayoría de los comercios sanvicenteros en edición impresa, lo que hace que su tirada se ramifique socialmente. Además el medio cuenta con la edición digital en su página web donde se actualiza diariamente la actualidad local.